# Llac Alksnaitis
El llac Alksnaitis és un llac del districte municipal d'Ignalina, a l'est de Lituània. Està situat al Parc Nacional d'Aukštaitija, a uns 3,5 km al nord-oest del poble de Linkmenys, i connecta amb el llac Alksnas, el llac Ūkojas i el llac Linkmenas.